# Société pour l'émancipation des pieds
La société pour l'émancipation des pieds (不缠足会, Bù chánzú huì), aussi appelée société contre le bandage des pieds (戒缠足会, Jiè chánzú huì), est une organisation civile qui s'opposa à la pratique des pieds bandés en Chine à la fin de la dynastie Qing. Elle exista durant la réforme des Cent Jours de 1898, et est un des prémices du féminisme en Chine.

## Contexte

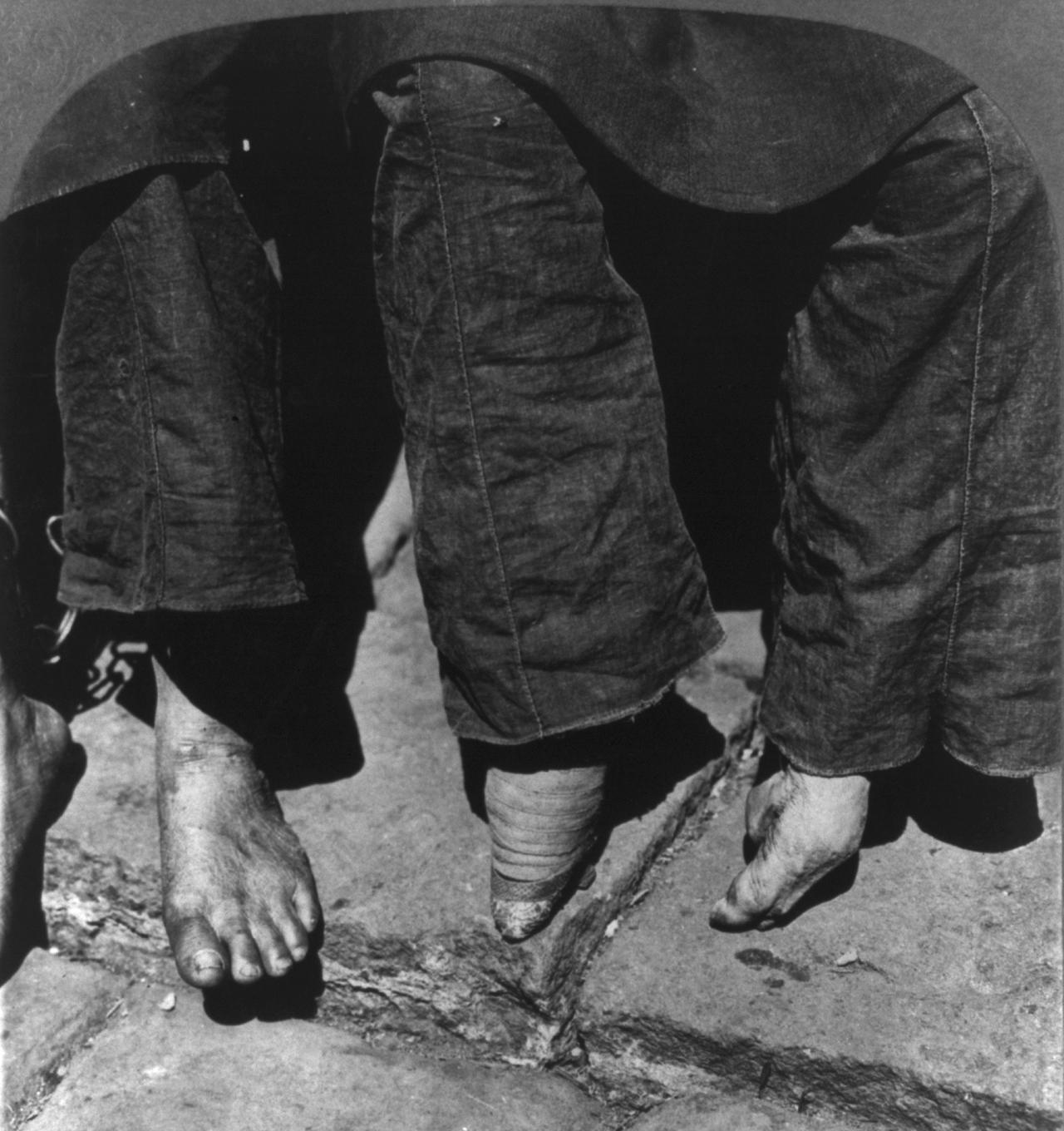
Comparaison entre une femme aux pieds normaux (gauche) et une femme aux pieds bandés en 1902.

La pratique des pieds bandés des jeunes filles existait en Chine depuis environ mille ans, étant apparu au Xe siècle. Dans la société chinoise, les pieds bandés étaient considérés comme jolis et érotiques. La pratique avait également l'avantage de priver la femme de mobilité, ce qui était vu comme une marque de grand statut (la femme n'avait pas à travailler) ou une marque de supériorité du mari (elle était totalement dépendante de lui).
Après la première guerre de l'opium, la Chine signe le traité de Nankin de 1842 avec le Royaume-Uni, qui force le gouvernement Qing à ouvrir cinq ports. De nombreux chrétiens chinois viennent alors dans le pays et commencent à s'opposer au bandage des pieds, considérant cela comme une discrimination contre les femmes. En 1875, un pasteur de Guangzhou fonde une « organisation contre le bandage des pieds » et plus de 80 personnes en deviennent membres, malgré le fait que ce genre d'activités a alors une influence très limitée.

## Fondation
La réforme des Cent Jours de 1898 stimule de nombreuses activités de réforme sociale. Le « mouvement contre le bandage des pieds » évolue petit à petit jusqu'à la fondation de la « société pour l'émancipation des pieds ».
En 1887, Kang Youwei et Qu Eliang fondent la société dans le district de Nanhai à Foshan mais ils abandonnent le combat en raison de l'opposition publique. En 1885, Kang Youwei et son frère Kang Guangrou fondent la « société de Canton pour l'émancipation des pieds ». Il demande à ses filles Kang Tongwei et Kang Tongbi de délier leurs pieds pour l'exemple. Ce mouvement commence à avoir de l'influence culturelle au Guangdong. Fin 1896, Wu Xinggang fonde la « société contre le bandage des pieds » dans la province du Hunan.
Après 1897, le mouvement se développe rapidement. Dans le district de Shunde à Foshan, plus de cent personnes en deviennent membres. Liang Qichao écrit un article intitulé « Récit de l'opposition au bandage des pieds ». Le 30 juin, le mouvement de Shanghai est fondé, puis ceux de Fuzhou, Tianjing, et Macau. En 1897, Chen Baoyi annonce l'établissement du mouvement à Changsha. L'année suivante, Tan Sitong (en) et Tang Caichang fondent le mouvement du Hunan.
Ces activités sont limitées aux districts durant cette période, et principalement aux personnes éduquées. Après l'échec de la réforme des Cent Jours, le mouvement prend fin et la pratique des pieds bandés continue.

## Seconde phase
Durant la réforme de Gengzi, les activités contre le bandage reprennent. En 1902, l'impératrice douairière Cixi annonce l'interdiction de la pratique des pieds bandés pour apaiser les Occidentaux, mais elle est levée peu de temps après. En 1905, la « société des pieds naturels » est fondée, principalement en raison de l'influence du mouvement. Cette nouvelle organisation gagne le soutien de nombreux gouverneurs de province. Celui du Sichuan, Cen Chunxuan, fait imprimer 50 000 livres pour soutenir le mouvement. Celui du Zhili, et celui du Huguang, Duanfang, font également écrire des articles en opposition. En 1904, la pratique des pieds bandés est interdite dans plusieurs provinces, et des officiels du gouvernement demandent à leurs femmes et filles de délier leurs pieds.
En 1912, après la chute de la dynastie Qing, la nouvelle république interdit les pieds bandés. Des femmes auraient alors délié leurs pieds de peur d'être tuées. Des sociétés sont fondées pour soutenir l'abolition de la pratique, en même temps que des accords sont conclus entre des familles voulant marier leurs enfants pour que la fille n'ait pas les pieds bandés. Lorsque les communistes prennent le pouvoir en 1949, ils imposent une stricte interdiction de la pratique et l'introduisent dans les campagnes isolées où l'interdiction nationaliste avait été ignorée. L'interdiction reste d'actualité aujourd'hui.

## Source de la traduction
- (en) Cet article est partiellement ou en totalité issu de l’article de Wikipédia en anglais intitulé « Foot Emancipation Society » (voir la liste des auteurs).